# MM55FC LNG
MM55FC LNG (teilweise auch nur MM55FC) bezeichnet einen Schiffstyp von Doppelendfähren. Von dem Schiffstyp wurden zwei Einheiten für die norwegische Reederei Boreal Sjø gebaut.

## Geschichte
Die Fähren wurden am 31. Januar 2014 von der Reederei Boreal Transport Nord bestellt, aus der 2016 die Reederei Boreal Sjø hervorging. Gebaut wurden sie auf der norwegischen Werft Fiskerstrand Verft. Die Rümpfe wurden von der türkischen Werft Ada Shipyard in Tuzla, Istanbul, zugeliefert.
Der Schiffsentwurf stammte vom norwegischen Schiffsarchitekturbüro Multi Maritime.
Die Fähren verkehren im Verlauf der Fylkesvei 882 zwischen Øksfjord und Hasvik auf der Insel Sørøya sowie zwischen Øksfjord und Tverrfjord und Øksfjord, Bergsfjord und Sør-Tverrfjord. Die Fährverbindungen waren von Boreal Transport Nord zum 1. Januar 2016 übernommen worden.

## Beschreibung
Die Schiffe verfügen über einen gas- bzw. dieselelektrischen Antrieb. Zwei Elektromotoren mit jeweils 746 kW Leistung treiben zwei Schottel-Propellergondeln an den beiden Enden der Fähren an. Für die Stromerzeugung steht ein von einem Rolls-Royce-Gasmotor des Typs C26:33L6AG mit 1340 kW Leistung angetriebener Generator zur Verfügung. Zusätzlich wurde ein von einem Caterpillar-Dieselmotor des Typs C32 Acert mit 800 kW Leistung angetriebener Generator verbaut, der der Ausfallsicherheit dient. Im Normalbetrieb wird das Schiff gaselektrisch angetrieben. Die Antriebsmotoren der Fähren sind in zwei getrennten Maschinenräumen untergebracht.
Die Schiffe verfügen über ein durchlaufendes, vollständig geschlossenes Fahrzeugdeck. An beiden Enden befinden sich nach oben aufklappbare Visiere. Oberhalb des Fahrzeugdecks befindet sich ein Deck unter anderem mit den Einrichtungen für die Passagiere. Darauf ist mittig das Steuerhaus aufgesetzt. Da sich der Fähranleger in Hasvik in der Verlängerung der Start- und Landebahn des Flughafens Hasvik befindet, mussten die Fähren mit relativ flachen Decksaufbauten gebaut werden. Die maximal zulässige Höhe über der Wasserlinie betrug 15 m.

## Schiffe
| MM55FC LNG | MM55FC LNG | MM55FC LNG | MM55FC LNG    |
| Bauname    | Baunummer  | IMO-Nummer | Ablieferung   |
| ---------- | ---------- | ---------- | ------------- |
| Hasvik     | 79 NB 113  | 9733143    | Oktober 2015  |
| Bergsfjord | 80 NB 114  | 9733155    | November 2015 |

Die Schiffe fahren unter der Flagge Norwegens. Heimathafen ist Hammerfest.